# Яхав-Те'-К'ініч II
Яхав-Те'-К'ініч II (д/н — бл. 603)— цар (ахав) К'анту у 553—603 роках. Відомий також під іменем «Володар води».

## Життєпис
Походив з династії Караколя. Син ахава … н-О'ль-К'ініча I (відомого під ім'ям К'ан I). В день 9.5.19.1.2, 9 Ік' 5 Во' (18 квітня 553 року) стає царем К'анту. Його сходження на престол описується на двох встановлених пам'ятниках — стелі 6 і вівтарі 21. В обох випадках після традиційного виразу «сів на панування» слідують ім'я Яхав-Те'-К'ініча II і титул «К'ухуль К'антумаак». На початку свого володарювання визнав залежність від Мутульського царства.
9.6.0.0.0, 9 Ахав 3 Вайб (22 березня 554 року) встановив свій перший монумент — стелу 14. Основним джерелом з історії його правління є вівтар 21 — майстерно оброблене велетенське каміня, виготовлене в 633 році.
У 556 році виступив проти Мутуля. У відповідь був атаковий військами останнього, які в день 9.6.2.1.11, 6 Чувен 19 Поп (11 квітня 556 року) розорили царство К'анту. Після цього на 6 років знову опиняється в залежності від мутульських ахавів.
У 562 році Яхав-Те'-К'ініч II переходить на бік Канульського царства, яке того ж року завдає тяжкої поразки Мутулю. Після цього успіху ахав К'анту намагався зміцнити зв'язки з Канулєм. У 584 році Яхав-Те'-Кініч II одружився з Іш-Б'ац'-Ек', яка походила з царства Йаш. Точне місце розташування останнього невідомого, але воно згадується в написі на Стелі 52 з Калакмуля. Цей шлюб ще сильніше зміцнив союз К'анту з Канульським царством. Саме в цей час відбувається розбудова столиці, зростає економічна потуга царства.
Дата смерті Яхав-Те'-Кініч II невідома. Його найпізніші відомі монументи, стела 1 і вівтар 1, що були встановлені в ознаменування закінчення к'атуна 9.8.0.0.0, 5 Ахав 3 Ч'єн (24 серпня 593 року). На стелі 6 в зв'язку з закінченням періоду 9.8.10.0.0, 4 Ахав 13 Шуль (4 липня 603 року) сказано, що «бачили» Яхав-Те'-К'ініча II. Цей вислів рідко вживається по відношенню до померлих. Тому частина дослідників вважає, що в 599 році старий ахав взяв свого сина Кнот-Ахава собі в співправителі і був живий, принаймні, до 603 року.